# ديفيد أليسون (لاعب كريكت)
ديفيد أليسون (26 يونيو 1948 بمرليبون في المملكة المتحدة - ) (بالإنجليزية: David Allison)‏ هو لاعب كريكت بريطاني. لعب مع نادي الكريكت في جامعة أكسفورد ‏.

## وصلات خارجية
- ديفيد أليسون على موقع إي آس بي آن كريك إنفو (الإنجليزية)